# 1776
- Wikisource

| Calendário gregoriano                                                        | 1776 MDCCLXXVI                       |
| Ab urbe condita                                                              | 2529                                 |
| Calendário arménio                                                           | 1225 – 1226                          |
| Calendário bahá'í                                                            | -68 – -67                            |
| Calendário budista                                                           | 2320                                 |
| Calendário chinês                                                            | 4472 – 4473 Início a 19 de fevereiro |
| Calendário copta                                                             | 1492 – 1493                          |
| Calendário etíope                                                            | 1768 – 1769                          |
| Calendários hindus - Vikram Samvat - Calendário nacional indiano - Cáli Iuga | 1831 – 1832 1697 – 1698 4876 – 4877  |
| Calendário Holoceno                                                          | 11776                                |
| Calendário islâmico                                                          | 1190 – 1191                          |
| Calendário judaico                                                           | 5536 – 5537                          |
| Calendário persa                                                             | 1154 – 1155                          |
| Calendário rúnico                                                            | 2026                                 |
| Calendário solar tailandês                                                   | 2319                                 |

1776 (MDCCLXXVI, na numeração romana) foi um ano bissexto do calendário gregoriano, com 366 dias e as suas letras dominicais foram G e F, teve início numa segunda-feira e terminou numa terça-feira. Esse ano é marcado pela Independência dos Estados Unidos.
| Ano completo                            |
| --------------------------------------- |
| Ano bissexto com início à segunda-feira |

## Eventos
- Rhode Island é a primeira das Treze Colônias a renegar a fidelidade a Jorge III.
- Publicação de The Wealth of Nations, por Adam Smith.
- Início da construção do Real Forte Príncipe da Beira, nas margens do rio Guaporé do atual estado de Rondônia, entre o Brasil e a Bolívia, a mil metros do Forte de Bragança.
- Publicação do primeiro volume de A História do Declínio e Queda do Império Romano, por Edward Gibbon.
- James Cook inicia a sua terceira viagem de exploração ao Oceano Pacífico.
- Fim do reinado de Kunga Rinchen, Desi Druk do Reino do Butão, reinou desde 1773.
- Inicio do reinado de Jigme Singye, Desi Druk do Reino do Butão, reinou até 1788.
- Foi fundada na Baviera em 1 de maio, pelo professor universitário Adam Weishaupt, a sociedade secreta chamada Illuminati.
- O arquiteto Ottavio Bertotti Scamozzi inicia o trabalho que resultará na obra Le fabbriche e i disegni di Andrea Palladio (1783) sobre o trabalho do arquiteto Andrea Palladio.

### Maio
- 1 de maio - É fundada a Illuminati

### Junho
- 29 de Junho - Foi fundada a cidade de San Francisco.

### Julho
- 4 de Julho
  - Início da Revolução Americana, contra o colonialismo britânico, com a publicação da Declaração da Independência dos Estados Unidos.
  - Utilizado pela primeira vez na Declaração da Independência o nome "Estados Unidos da América".
- Ficou pronta a Declaração de Independência, cujo principal autor foi Thomas Jefferson.

### Agosto
- 1 de Agosto - Criação do Vice-Reino do Rio da Prata, com capital em Buenos Aires e jurisdição sobre os atuais Uruguai, Argentina, Paraguai e Bolívia.

### Setembro
- 21 de setembro - Grande Incêndio de Nova Iorque de 1776

### Dezembro
- 5 de dezembro - É fundada a Sociedade Phi Beta Kappa

## Nascimentos
- 24 de Janeiro - E. T. A. Hoffmann, escritor e compositor
- 11 de Fevereiro - Ioánnis Kapodístrias, foi primeiro-ministro da Grécia (m. 1831)
- 10 de Março - Luísa de Mecklemburgo-Strelitz, rainha da Prússia (m. 1810)
- 1 de Abril - Sophie Germain, matemática
- 11 de Junho - John Constable, pintor romântico inglês. (m. 1837)
- 13 de Julho - Carolina de Baden, rainha da Baviera (m. 1841)
- 9 de agosto - Amedeo Avogadro, advogado e físico italiano

### Nascimentos de data incerta
- Pedro Labatut, militar e mercenário francês (m. 1849)

## Mortes
- 25 de Agosto - David Hume, filósofo e historiador

## Por tema
- 1776 na ciência
- 1776 na literatura